# 2011年愛知県議会議員選挙
2011年愛知県議会議員選挙は、2011年4月10日に執行された愛知県議会の議員を改選するための一般選挙。第17回統一地方選挙の一つとして実施された。

## 概要
県議会議員の任期4年が満了したことに伴って行われた。この選挙から以下のように選挙区と定数が変わった。全体を合わせて定数は1つ減り「103」となった。
- 「名古屋市南区選挙区」（定数3） → 定数2に減った。
- 「豊田市選挙区」（定数4） → 定数5に増えた。
- 「一宮市及び葉栗郡選挙区」（定数5）と「尾西市選挙区」（定数1） → 統合されて「一宮市選挙区」（定数5）となった。
- 旧「稲沢市選挙区」（定数2）と「中島郡選挙区」（定数1） → 統合されて新「稲沢市選挙区」（定数2）となった。
- 旧「豊川市選挙区」（定数2）と「宝飯郡選挙区」（定数1） → 統合されて新「豊川市選挙区」（定数3）となった。
- 旧「海部郡選挙区」（定数3） → 「愛西市選挙区」（定数1）と「弥富市選挙区」（定数1）と新「海部郡選挙区」（定数2）に分割された。
- 「西加茂郡選挙区」 → 「みよし市選挙区」に名称変更。
- 「西春日井郡選挙区」 → 「清須市、北名古屋市及び西春日井郡選挙区」に名称変更。

57選挙区103議席に対し175人が立候補した。そのうち7選挙区で12人が無投票当選となった。投票率は42.01％で、2007年の前回選を1.09ポイント下回り、2回連続で過去最低を記録した。

## 基礎データ
- 選挙事由：任期満了
- 告示日：2011年4月1日
- 投票日：2011年4月10日
- 議員定数：103人
- 選挙区：57選挙区（うち7選挙区で無投票）
- 候補者数：175人（うち12人が無投票当選）

## 選挙結果
| 党派           | 計  | 新旧別 | 新旧別 | 新旧別 | 無投票 当選 |
| 党派           | 計  | 現職   | 元職   | 新人   | 無投票 当選 |
| -------------- | --- | ------ | ------ | ------ | ----------- |
| 自由民主党     | 49  | 39     | 0      | 10     | (5)         |
| 民主党         | 26  | 19     | 0      | 7      | (4)         |
| 公明党         | 6   | 4      | 0      | 2      | (1)         |
| 日本共産党     | 0   | 0      | 0      | 0      |             |
| 減税日本       | 13  | 1      | 0      | 12     |             |
| 日本一愛知の会 | 5   | 1      | 0      | 4      | (2)         |
| みんなの党     | 0   | 0      | 0      | 0      |             |
| 無所属         | 4   | 1      | 1      | 2      |             |
|                | 103 | 65     | 1      | 37     | (12)        |